# Cardigan, Prince Edward Island
Cardigan är en ort i Kanada.   Den ligger i provinsen Prince Edward Island, i den östra delen av landet, 1 000 km öster om huvudstaden Ottawa. Cardigan ligger 7 meter över havet och antalet invånare är 332.
Terrängen runt Cardigan är huvudsakligen platt. Cardigan ligger nere i en dal. Runt Cardigan är det glesbefolkat, med 16 invånare per kvadratkilometer.. Närmaste större samhälle är Montague, 7,8 km söder om Cardigan. 
Omgivningarna runt Cardigan är en mosaik av jordbruksmark och naturlig växtlighet.